# Église Notre-Dame-sous-la-chaîne
L’église Notre Dame-sous-la-chaîne est un édifice médiéval resté inachevé, commencé en style roman. Avec les bâtiments voisins du quartier de Mala Strana, il est protégé en tant que monument culturel de la République tchèque.  
Le nom original complet de cette église est Notre Dame-sous-la-chaîne-du-bout-du-pont , un nom qui n'est généralement pas utilisé.
L'église est située dans la rue Lazenska du quartier de Mala Strana, à Prague 1.

## Histoire

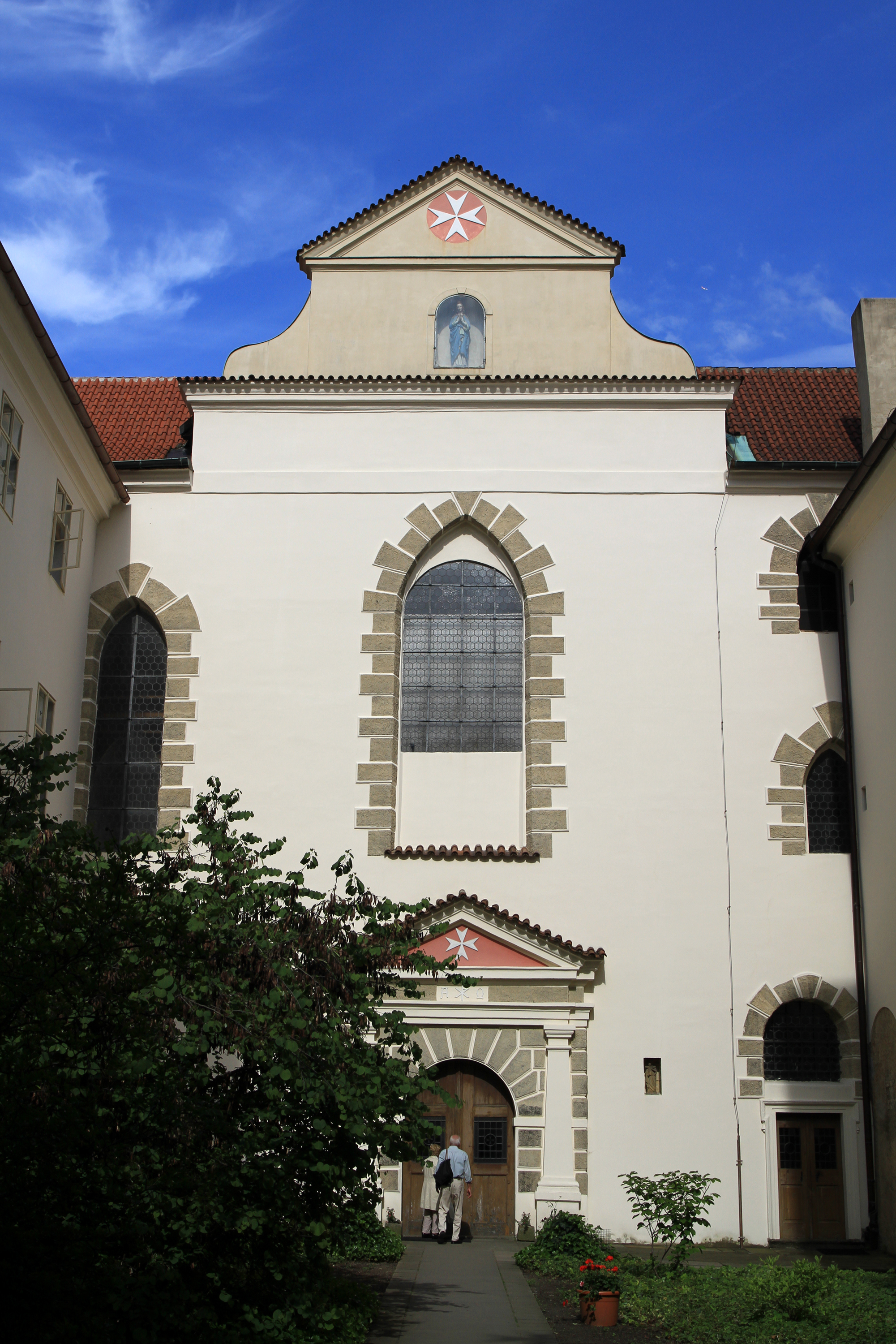
Portail gothique et les deux tours

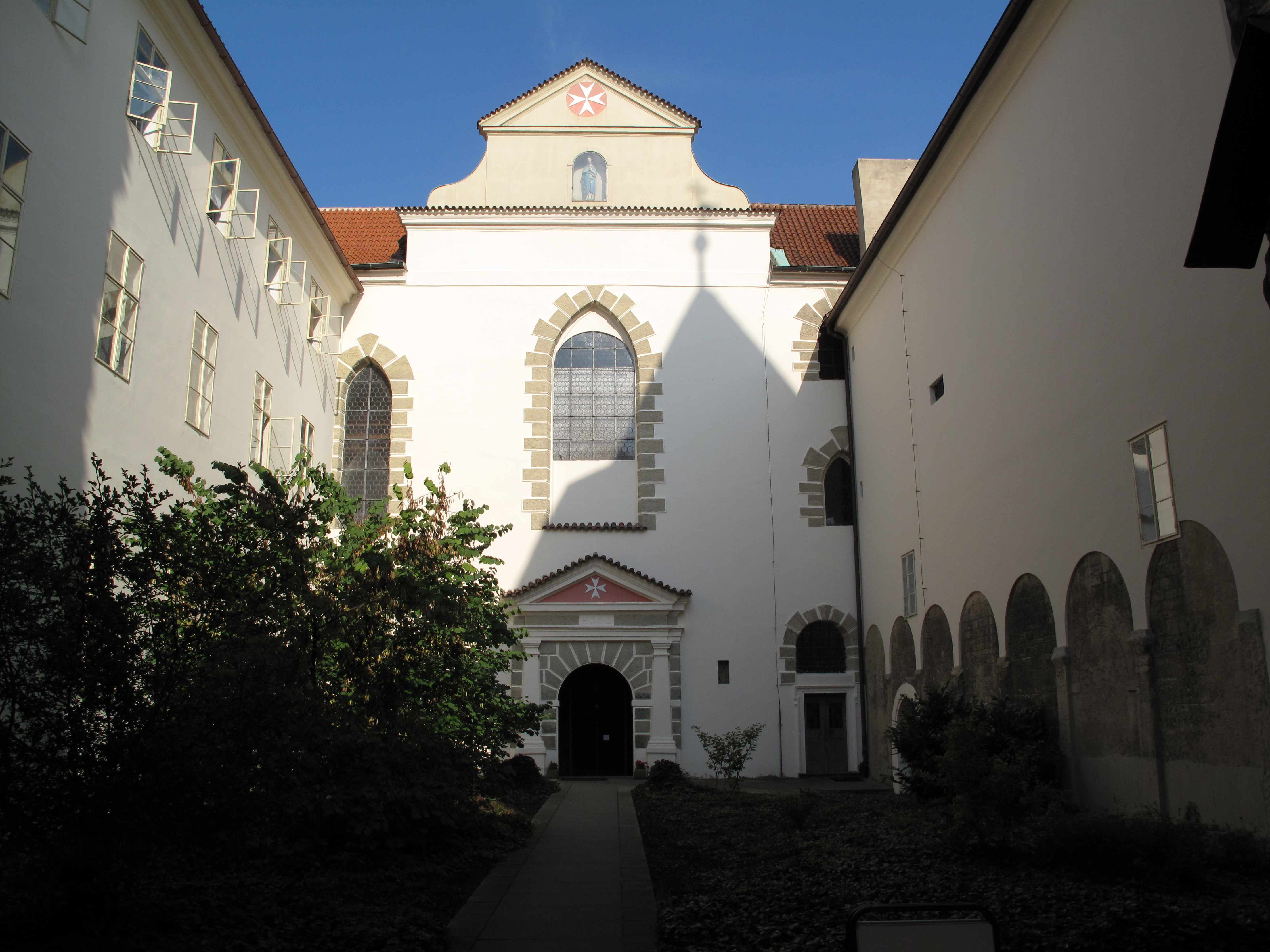
La cour, à droite de la nef sud de la basilique romane

La commanderie hospitalière de Mala Strana a été fondée entre 1158 et 1169 par le roi Vladislav II de Bohême et a été placée au pied du pont Judith. Les Hospitaliers ont construit en 1182 une basilique romane dédiée à la Vierge. Au milieu du XIIIe siècle, la commanderie était entourée de murs avec les tours et dominait l'approche sud du pont, tandis que du côté nord elle était également adjacente à la zone fortifiée de la cour de l'évêque. 
Le presbytère devait être achevé en 1378, parce que c’était l’un des endroits où le corps du défunt Charles IV a été exposé. Lors des guerres hussites ont été construits des tours et un portique et la construction d'une nef a débuté, démolissant une partie de la basilique romane. En 1420, l'église fut incendiée par les hussites et fut reconstruite à nouveau après un incendie en 1503. 
Diverses modifications et réparations ont eu lieu à partir de la seconde moitié du XVIe siècle, mais avant le milieu du XVIIe siècle, la reconstruction en style baroque a été initiée par Carlo Lurago. Après 1830, la partie supérieure néogothique du portique a été ajoutée (balustre avec pinacles et créneaux).

## Description

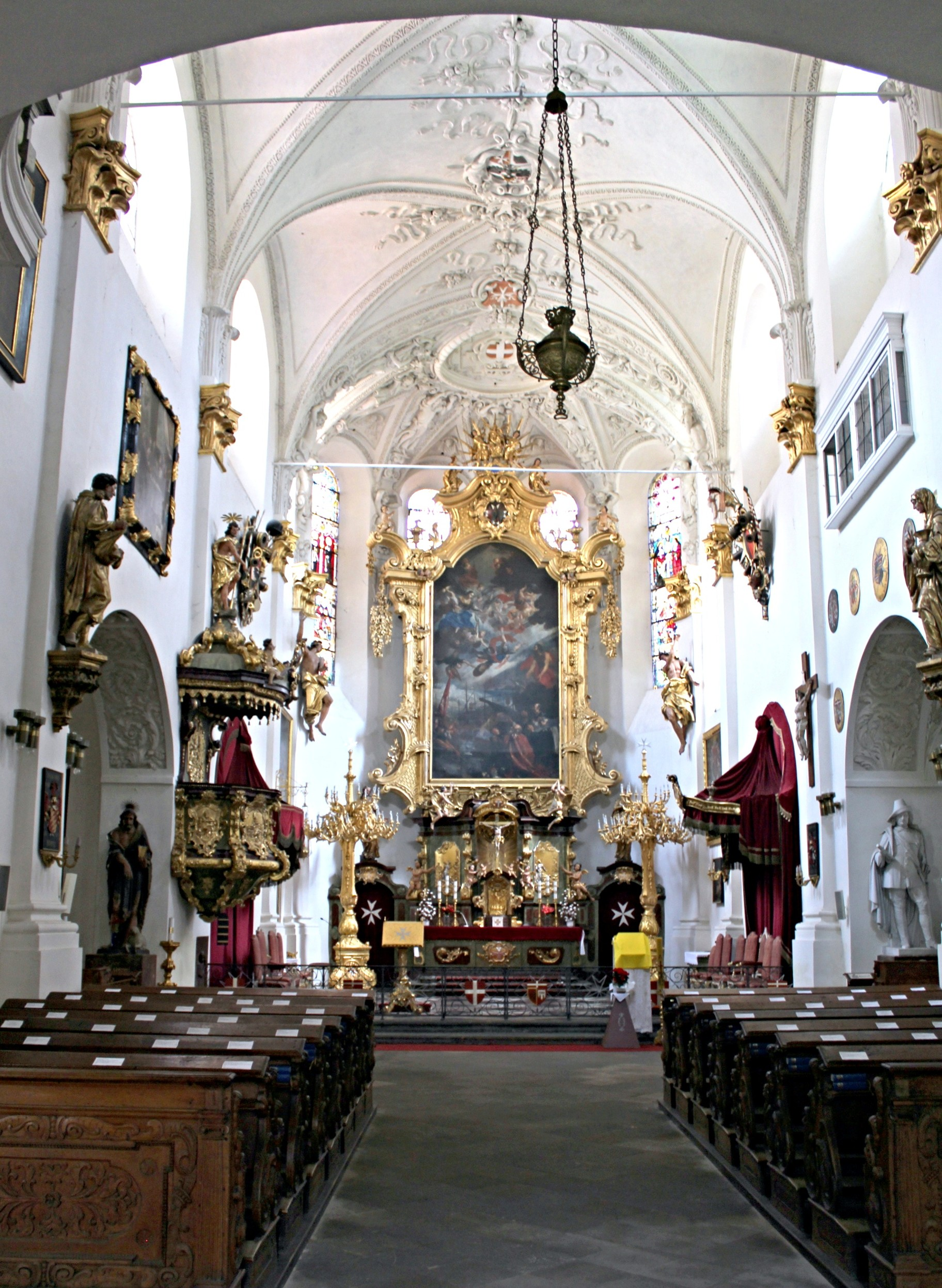
Intérieur: autel principal avec le tableau de Škréta, chaire sculptée à gauche, statue de R. Collored à droite, bancs baroques au premier plan.

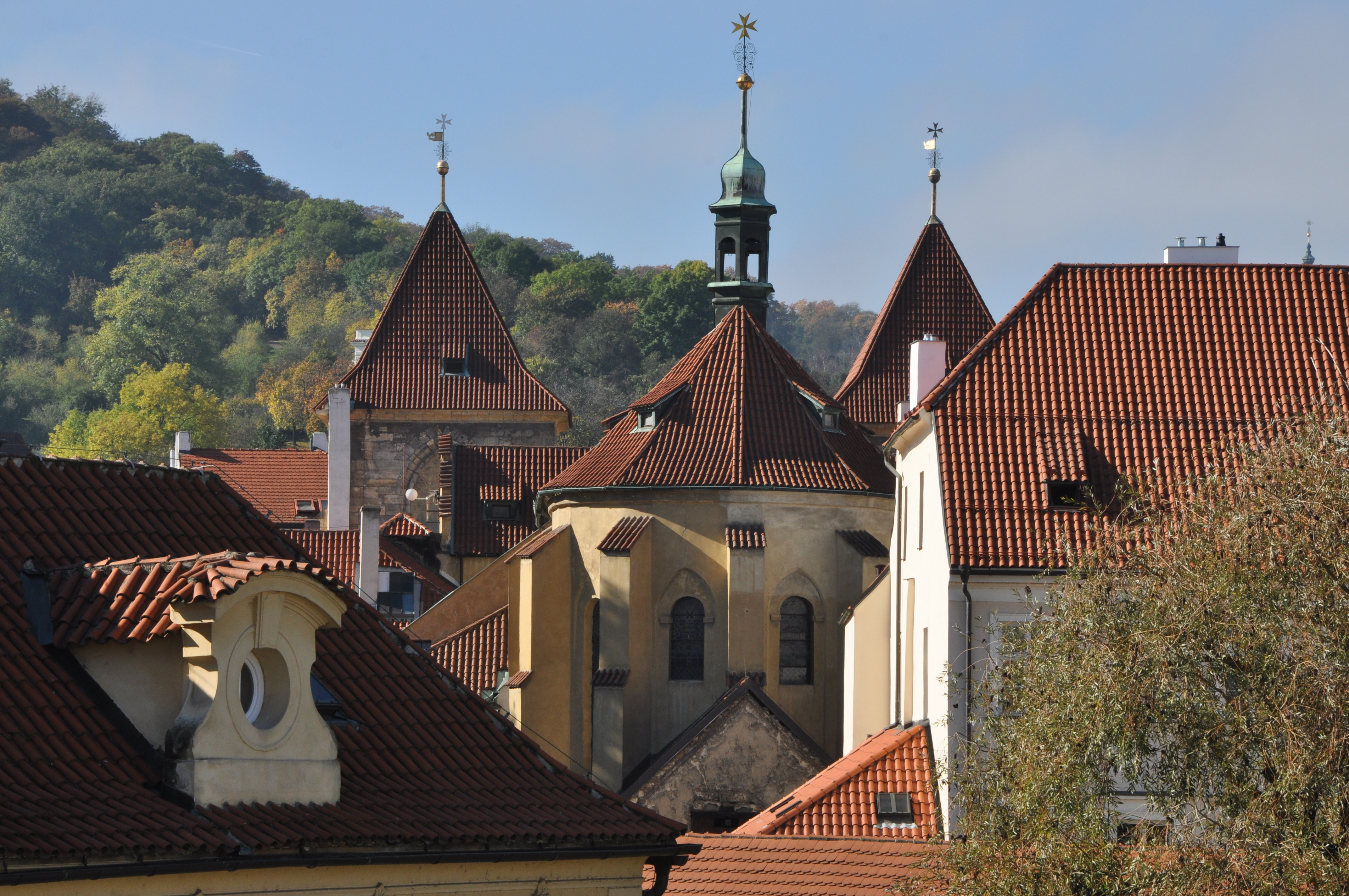
Vue de l'église du Pont Charles. On voit nettement les tours et la nef de l'église

Sur le côté ouest de la place de Malte se trouve une façade gothique en pierre, composée de deux tours abaissées plus tard avec un portique entre elles. On peut traverser le portique dans la cour qui se trouve approximativement à la place du temple roman original. Sur le côté est de la cour se trouve l'entrée de l'église baroque, créée par des modifications graduelles du temple gothique initialement prévu. 
La nef est complétée par deux chapelles latérales et un crucifix dans sa partie ouest. L'autel principal est de style baroque avec une peinture remarquable de Karel Škréta, La Vierge Marie et Saint-Jean-Baptiste participant à la défense de Malte en 1565 . On y trouve toujours les bancs sculptés du début de l'époque baroque. 
La porte d'entrée de l'église est décorée de grilles avec le motif de l'ordre de Saint-Jean de Jérusalem, datant des années 1950-1960, exécutés d'après le dessin du peintre Jiří Binko dans les années 1920.

## Tombes
Dans l'église sont enterrées, entre autres, des membres importants de l'Ordre. On observe notamment : 
- Pierre tombale en grès de l'avocat maltais GE Wiederhaler (décédé en 1690)
- Plaque en relief de F. Tenngnagela dépeint comme un chevalier en armure, 1624, marbre.
- Plaque en relief en marbre de Jan Metych de Čečov (mort en 1610), chambellan de Rodolphe II et constructeur du palais Metych de Čečov situé à proximité.
- Mémorial (sculpture) de Rudolfa Colloreda-Wallsee, commandant de la défense de Prague lors du siège des Suédois en 1648 par Emanuel Max, vers 1850, marbre blanc de Carrare

Dans l’église se trouve aussi la « ceinture de la Nativité », réalisée dans la seconde moitié du XIXe siècle par l’atelier de sculpture de Josef Krejčík de Prague.

## Liens

### Littérature
- Emanuel Poche et al.,  p. S.  100 102 279.